# 朝日新聞の慰安婦報道問題
朝日新聞の慰安婦報道問題（あさひしんぶんのいあんふほうどうもんだい）は、朝日新聞による慰安婦報道に関する問題。

## 経緯
1990年代、慰安婦と女子挺身隊を混同する誤解は日韓双方に広まっていたため、朝日新聞の報道で、慰安婦≒女子挺身隊との誤解に基づいた報道がなされた。太平洋戦争中には日本国臣民であった韓国人の戦争被害者の補償がなされなかったことから、当時の韓国国内ではその補償を要求する動きが高まっていたが、それが容易に実現しないことから、対日感情が悪化していた。その韓国側の動きや朝日新聞の報道内容に対する反発が、日本人側の対韓国・対韓国人感情まで悪化させた一因となったともみられている。

### 吉田清治と朝日新聞
1977年に戦中に陸軍労務報告会下関支部動員部長であったと自称する吉田清治が、『朝鮮人慰安婦と日本人』を刊行し、軍令により済州島で女性を強制連行して慰安婦にしたと「告白」した。
朝日新聞は1982年9月2日（大阪版）22面において、清田治史が「朝鮮の女性 私も連行 元動員指揮者が証言 暴行加え無理やり 37年ぶり危機感で沈黙破る」と報道し、1983年11月10日朝日新聞朝刊3面「ひと」欄で吉田の謝罪碑活動を紹介した。
1992年3月に歴史家の秦郁彦が済州島で現地調査を行い、吉田証言には根拠がないと産経新聞、『正論』に発表した。朝日新聞は1997年3月31日に吉田の著述を裏付ける証言は出ておらず、真偽は確認できないとの記事を掲載したが、訂正記事は出さなかった。このとき、朝日新聞は、吉田が反論するつもりはないとして関係者氏名等のデータ提供を拒んでいること、また、政府見解は吉田証言が拠り所ではなく、防衛庁（当時）の防衛研究所図書館で日本軍が慰安所の設置などを監督統制していた通達や陣中日誌が発見されたことを受けたものであるとした（ただし、これらの資料では管理売春があったとしても強制連行があったとの記録はみつかっていない）。

### その他の1980年代の報道
1984年（昭和59年）11月2日には「私は元従軍慰安婦　韓国婦人の生きた道」と題し、「邦人巡査が強制連行　21歳故国引き離される」と元慰安婦と主張する女性のインタビュー記事を掲載。
また、読売新聞も1987年（昭和62年）8月14日東京夕刊13頁で「従軍慰安婦とは、旧日本軍が日中戦争と太平洋戦争下の戦場に設置した「陸軍娯楽所」で働いた女性のこと。昭和十三年から終戦の日までに、従事した女性は二十万人とも三十万人とも言われている。／「お国のためだ」と何をするのかも分からないままにだまされ、半ば強制的に動員されたおとめらも多かった。／特に昭和十七年以降「女子挺身隊」の名のもとに、日韓併合で無理やり日本人扱いをされていた朝鮮半島の娘たちが、多数強制的に徴発されて戦場に送り込まれた。彼女たちは、砲弾の飛び交う戦場の仮設小屋やざんごうの中で、一日に何十人もの将兵に体をまかせた。その存在は、世界の戦史上、極めて異例とされながら、その制度と実態が明らかにされることはなかった。」と報道している。ただしこれは芸能欄の記事で、劇団夢屋という劇団がそういった伝承に基づく芝居をするといった趣旨で書かれたものである。

### 1991年の報道
朝日新聞は1991年5月22日に大阪版が「木剣ふるい無理やり動員」記事で、吉田証言を再び紹介した。
8月11日、「元朝鮮人従軍慰安婦　戦後半世紀重い口開く」（植村隆韓国特派員・ソウル発）という記事で、のちに金学順と判明する女性について「女子挺身隊の名で戦場に連行され」た慰安婦の一人として報道する。当時東京本社の社会部の取材チームは市川速水記者が率いていた。
8月15日韓国ハンギョレ新聞は金が「親に売り飛ばされた」と報道し、また金の裁判での供述との矛盾などもあり、西岡力は、朝日新聞による一連の報道は誤報であると述べている。しかし、金学順以外の女性は匿名であったが慰安婦が名乗り出たことにより韓国側の反日感情は高まり、慰安婦問題は日韓の政治問題となっていった。
韓国では10月7日から1992年2月6日にかけてMBC放送が20億ウォンの予算を投入し、製作したドラマ『黎明の瞳』を放映し、最高視聴率58.4%を記録した。物語ではヒロインが従軍慰安婦として日本軍に連行され、日本軍兵士が慰安所を利用したり、朝鮮人兵士を虐待する場面が放映され、反日感情を煽った。原作は金聖鍾の小説で、1975年10月から韓国の日刊スポーツ新聞で連載された。
10月10日朝日新聞大阪版でも「慰安婦には人妻が多く、しがみつく子供をひきはがして連行」したと証言した。同年11月22日の北海道新聞で吉田は「アフリカの黒人奴隷狩りと同様の狩り立てをした」と発言した。吉田は韓国やアメリカでも講演を行ない、海外メディアも報道した。
12月6日には、韓国の太平洋戦争時の犠牲者及び遺族である元軍人・軍属、遺族、元慰安婦ら35人が日本国に慰安婦補償を求めた初の損害賠償請求裁判を提訴した（アジア太平洋戦争韓国人犠牲者補償請求事件、2004年最高裁で敗訴）。うち元慰安婦は３人である。池田信夫は、これを福島瑞穂、高木健一弁護士らが韓国に渡って原告になる元慰安婦を募集して起こしたものとし、朝日新聞の植村記者が吉田のストーリーに沿って「女子挺身隊として強制連行された」と誤って報じたため、本来は「親に売られてキーセン（妓生）になった」であるものを福島らも訴状を「軍に連行された」に変更したとする。しかし実際には、訴状では強制連行とはされていず：50-52、また、植村の慰安婦記事も連れ出し段階では強制性がうかがえる記述にはなっていない。さらに、裁判はもともと太平洋戦争時の韓国人犠牲者の補償問題に取り組んでいた韓国太平洋戦争犠牲者遺族会（1973年発足）のメンバーが原告となって、高木・福島弁護士を訴訟代理人として起こしたものである。NHK職員だった池田信夫によると、福島や高木らは原告として韓国で慰安婦を募集し金学順を発掘したもので、福島はNHKにこの話を売り込み、NHKのスタジオでは金にセリフを教えていたとする。この時点では敗戦で無効になった軍票で支払われた給与の賠償が目的だった。遺族会の活動を支援してきた臼杵敬子によれば、金学順は挺対協の調査に対し1991年8月に慰安婦であったことを公表した後、遺族会が訴訟を計画していることを知って11月中までに遺族会に参加を希望してきたようだとしている。

### 1992年の報道
宮澤喜一首相の訪韓を前にした1月11日、朝日新聞が一面で「慰安所、軍関与示す資料」「部隊に設置指示　募集含め統制・監督」「政府見解揺らぐ」と報じる。この資料は陸支密大日記の中から吉見義明が「発見」した。これについて「陸支密大日記の中に慰安婦関係の書類が含まれている事は研究者の間では周知の事実であった」と秦郁彦は書いている。同日朝日新聞夕刊では「韓国メディアが朝日新聞の報道を引用して報道」とのソウル支局電を掲載した。この資料の中で朝日新聞は従軍慰安婦について「1930年代、中国で日本軍兵士による強姦事件が多発したため、反日感情を抑えるのと性病を防ぐために慰安所を設けた。元軍人や軍医などの証言によると、開設当初から約8割が朝鮮人女性だったといわれる。太平洋戦争に入ると、主として朝鮮人女性を挺身（ていしん）隊の名で強制連行した。その人数は8万とも20万ともいわれる。」と解説をしている。翌1月12日の朝日新聞社説では「歴史から目をそむけまい」として宮澤首相には「前向きの姿勢を望みたい」と主張した。またジャパン・タイムズは1月11日夜のテレビ番組で渡辺美智雄外相が「なんらかの関与があったということは認めざるをえない」との発言を、「日本の政府責任者が戦時中に日本軍がhundreds of thousands（何十万人）ものアジア人慰安婦への強制売春 (forced prostitution) を初めて認めた」との記事を掲載した。1月13日、加藤紘一官房長官が「お詫びと反省」の談話を発表、1月14日には韓国で、女子挺身隊を誤解歪曲し「国民学校の生徒まで慰安婦にさせた日帝の蛮行」と報道、同1月14日、宮沢首相は「軍の関与を認め、おわびしたい」と述べ、1月16日には天皇の人形が焼かれるなど反日デモが高まる韓国に渡り、首脳会談で8回謝罪し、「真相究明」を約束した。毎日新聞ソウル支局の下川正晴特派員は「こんな国際的に非礼な記者発表は見たことがない」と述べている。
一連の朝日新聞による慰安婦の強制連行報道については吉田による自らの証言が創作であったとの告白や植村の記事におけるミスの指摘などがなされた後もながらく訂正されることはなかったが、2014年8月にようやく訂正記事を掲載するに至った。しかし、謝罪はなく、社会問題化する中で同年9月、社長出席の記者会見で改めて訂正、謝罪を行った。朝日新聞が長期間にわたり訂正を行わず、記事を放置した結果、国際社会における「慰安婦強制連行」を既定事実化したと譴責する声もあり、その責任を問う提訴もなされている。
朝日新聞は1997年3月31日に吉田の「著述を裏付ける証言は出ておらず、真偽は確認できない」との記事を掲載したが、訂正記事は出さなかった。

### 朝日新聞による慰安婦報道の取消 (2014)
「女子挺身隊」の名で戦場に動員されたと報道していた朝日新聞も2014年には、戦時中の1944年7月に閣議決定された朝鮮総督府官制改正の説明資料に、未婚の女性が徴用で慰安婦にされるという荒唐無稽なる流言が拡散しているとの記述があることから、2014年時点でも挺身隊員が組織的に慰安婦とされた事例は確認されていないが、「日本の統治権力への不信から両者を同一視し、恐れる風潮が戦時期から広がっていたとの見方がある」「元慰安婦の支援団体が『韓国挺身隊問題対策協議会』を名乗っており、混同が残っているとの指摘もある」と訂正報道した。
のちの第三者委員会報告書は、その背景について、2014年２月中旬ころから経営幹部を含む社内に、「政府による河野談話の見直しが行われる場合には改めて朝日新聞の過去の報道姿勢も問われるとの危機感」「他の報道機関も朝日新聞の慰安婦問題の報道姿勢などに批判を集中、読者にも不信感を抱く者が増加、販売部数や広告にも影響を見せ始めてきて放置できないという意見」が高まってきていたと説明する。これに対し、第2次安倍政権下（当時）で、河野談話を見直すことになれば社長が証人喚問で追及されるのではないかとの朝日新聞社内の不安や、木村社長（当時）がNHK番組改変問題で安倍首相（当時）と会っていることから安倍政権が長期政権になると思って政権にすり寄ろうとしたのではないかの見方もある。歴史家の前田朗は、社長の安倍政権への忖度という見方がこの訂正当時からあったことを指摘している。
2014年8月5日、朝日新聞は慰安婦問題に関する「慰安婦問題を考える」・「読者の疑問に答えます」と題した検証記事（16-17面）を掲載した。

#### 吉田証言記事の取消
朝日新聞は前記2014年8月の検証記事で吉田の証言を虚偽と認定、記事を撤回した。朝日新聞によれば、1982年9月2日大阪本社版朝刊社会面の吉田の記事初掲載から確認できただけで16回掲載したとし、1992年4月30日、産経新聞朝刊の秦の吉田証言への疑問との指摘や、1997年3月31日の特集記事のため虚偽との指摘や報道があるとして取材面会を申し込むが吉田から拒否され、吉田は「体験をそのまま書いた」と電話で答えた、その後朝日新聞として吉田のことは取り上げていないとしている。このほか、2012年11月の日本記者クラブ主催の党首討論会での安倍晋三自民党総裁の「朝日新聞の誤報による詐欺師のような吉田の本がまるで事実のように伝わり問題が大きくなった」との発言などを記載、吉田証言について以下の通り、述べた。
- 1993年6月に、吉田の著書をもとに済州島を調べたという韓国挺身隊研究所元研究員の姜貞淑によれば「数ヶ所でそれぞれ数人の老人から話を聞いたが、記述にあるような証言は出なかった」と語った。

- 吉田証言にある干し魚を扱う工場は今回の調査時には近辺に一つで、そこの経営者（故人）の息子は「作っていたのは缶詰のみ。父から女性従業員が連れ去られたという話は聞いたことがない」と語った。
- 「かやぶき」と記された現地にある貝ボタン工場の屋根は、韓国の当時の水産事業を研究する立命館大の河原典史教授（歴史地理学）が入手した当時の映像資料によればトタンぶきとかわらぶきばかりだった。
- 吉田氏は著書で、西部軍の動員命令で済州島に行き、その命令書の中身を記したものが妻（故人）の日記に残っていると書いていたが、吉田の長男に取材したところ、妻は日記をつけていなかったことがわかった。
- 吉田氏は2000年７月に死去したが、1993年５月、吉田は吉見義明・中央大教授らと面会した際に「（強制連行の）日時や場所を変えた場合もある」と説明、動員命令書を写した日記の提示も拒んだといい、吉見は「証言としては使えないと確認するしかなかった」と指摘している。
- 2014年4月から5月にかけて済州島内で70代後半から90代の計約40人から話を聞いたが強制連行したという吉田の記述を裏付ける証言は得られなかった。

以上から、済州島で連行したとの証言は裏付けが得られず虚偽と判断、「読者のみなさまへ」として「当時、虚偽の証言は見抜けませんでした。」としている。
これに対し、吉田本人は、済州島では戦後に済州島四・三事件と呼ばれる共産主義者と疑われた者に対する大量虐殺事件が起こり、虐殺や難民化により住民がほとんど入れ替わっていることを指摘、古老といっても今の住民が証言できるはずがないと主張している:127。吉田を長年取材してきた今田真人によれば、この事件について語ることは韓国の軍事政権下では長くタブーとされ:127、弾圧に手を貸した側であれば昔のことを率直に語るはずがないとする。太平洋戦争犠牲者遺族会の梁順任は、済州島四・三事件による萎縮があるうえ、島の恥になることは口外したくない雰囲気があり、関係者の口が固いと語っている
法学者の前田朗は、この朝日新聞の謝罪は唐突であるとし、これは第二次安倍政権が発足してからＮＨＫ会長人事など硬軟両面のメディア工作により政権を翼賛する体制を作り上げ、その中での政権の癒着の帰結であることが、当時から見抜かれていたとする。

#### 女子挺身隊と慰安婦の混同について
朝日新聞は、慰安婦問題報道の取消に関し、女子挺身隊と慰安婦を混同して報道していたことを、当時は慰安婦問題に関する研究が進んでおらず、記者が参考にした資料にも混同がみられたため、誤用したものと説明している。

### 謝罪会見
2014年9月11日、朝日新聞社社長・木村伊量や取締役編集担当らが過去の記事の訂正に関して謝罪会見を行った。同年5月20日記事の吉田調書に関して作業員が命令に違反して撤退と報じた事は誤報であったと訂正し会見で謝罪した。また同年8月5日慰安婦に関する吉田証言を虚偽と訂正を報じた後、謝罪会見がないと指摘があったが、この会見で付随して謝罪した。
また、朝日新聞は2014年9月13日付けの天声人語、社説でも謝罪した。朝日新聞は、記事以外でも吉田証言から謝罪までの間に天声人語で15回、声の欄で朝日新聞の主張に沿ったもののみ480回慰安婦問題を取り上げていた。
2014年9月29日、朝日新聞朝刊は、1982年9月2日大阪本社版朝刊社会面の吉田の記事初掲載以降16回掲載され、初回掲載の元記者は吉田の講演を聞き記事にしたとされたが、その元記者の渡航履歴では講演の日には日本に居らず、初回を書いたのは記憶違いで、2回目以降数回書いたと明らかにした。また、別の元記者が吉田の記事を1回だけ書き、初回掲載は自分かもしれないと名乗り出たと、32年前の記事記載元記者に関する訂正を行った。
2014年12月23日、吉田への取材から「2回ほど朝鮮半島に出かけ、“朝鮮人狩り”に携わった」と報じた記事など追加で2本取り消し、朝日新聞の一連の記事取り消しは計18本となった。
前田朗は、この2014年の朝日新聞による記事の訂正謝罪について、当時の政権が、政権をメディアが翼賛する体制を作り上げることに成功し、その中で起こった政権とメディアとの癒着の結果であるとした。
2014年9月27日、日本共産党の機関紙しんぶん赤旗も、朝日新聞にならい、過去の吉田清治に関する記事を検証し、取消・謝罪記事を掲載した（詳細は「吉田清治 (文筆家)#新聞各紙による吉田証言の取消し」）。

### 朝日新聞による「週刊新潮」「週刊文春」広告拒否・伏せ字問題
朝日新聞社は、同新聞が掲載した従軍慰安婦問題の記事についての批判を掲載した「週刊文春」と「週刊新潮」（いづれも9月4日号。8月28日発売=関東基準、以下同文）の広告掲載を拒否した。
このことについて、文藝春秋は「当該号には、慰安婦問題に関する追及キャンペーンが記載されている」として、「新聞の愛読者が、当該記事のみならず他の記事の広告まで知る機会を一方的に奪うのは、社会の公器として、あるまじき行為」として、抗議文を提出した。
また新潮社も「週刊新潮」に「朝日新聞社の辞書に『反省』『謝罪』の言葉はない!!」とする批判の見出しを掲載し、朝日がこの広告掲載を見合わせたことについて「批判されたからといって広告を拒否するとは言語道断。来週号で検証したい」と広報が語っている。
そして、9月11日号（9月4日発売）の広告について、一部を伏せ字で隠す処置を施して掲載すると、朝日新聞社広告局から連絡があった。「週刊新潮」は「売国」「誤報」などの文言、「週刊文春」も「不正」「捏造」などの文言をそれぞれ黒丸か白丸で隠して掲載した。また、「週刊文春」は、9月11日号で、広告拒否問題についての批判を掲載した。

### 2015年の朝日新聞に対する集団訴訟
1月26日、朝日新聞の慰安婦報道で、「日本の国際的評価が低下し、国民の名誉を傷つけられた」として、約8700人が、同社に対し、1人当たり1万円の慰謝料と謝罪広告を求める訴訟を東京地裁に起こした。追加希望者が殺到して最終的に原告団が2万人を超える史上空前の集団訴訟になる見込み。
2月18日、在米日本人ら約2000人が、主要米紙への謝罪広告掲載と原告1人あたり100万円の慰謝料を求めて提訴。この訴訟でも、朝日新聞の記事で慰安婦問題に関する誤った事実関係が世界に広がったと主張。在米韓国系団体がカリフォルニア州グレンデール市に慰安婦像を建立するなどして誤った認識が「定着」したとしている。

## 影響

### 経営的打撃
2014年に植村の虚偽報道問題が露になり東京電力の吉田調書誤報問題と重なって朝日新聞の契約数は減少している。同年6月では740万部あった契約数が同年10月で約700万部まで減少している（日本ABC協会調べ）。販売部数の減少等により、同社の同年9月中間連結決算では営業利益が50.5%減となった。同社広報部は慰安婦報道・原発報道の問題の影響につき「中間決算には限定的だったが、通期では一定程度の影響が出るものと考えられる」と説明している。長年同社の販売部門を担当し新体制において会長職に就いた飯田真也は、新聞販売所や取引先から厳しい叱責を受けていると説明している。

#### 朝日新聞による「慰安婦問題」の国際問題化について
朝日新聞による慰安婦強制連行記事は捏造ではないかとの疑惑が強まった後も長らく訂正されることがなく、安倍晋三首相も朝日新聞を名指しで批判、国内メディアには慰安婦強制連行が国際問題化した要因であるとの主張もある一方で、むしろ海外メディアにはこれを否定あるいは疑問視する声も多い。

#### 読売新聞によるネガティブキャンペーン
読売新聞はこれを機に読売新聞側から見た慰安婦報道検証と称したパンフレットを多量に作成し各販売店に配布した。朝日新聞のネガティブキャンペーンを展開する目的で主に朝日読者に配布を行ったが、結果として読売は朝日の読者を獲得することができず逆に読売の発行部数を減らすこととなった。

### 朝日新聞の植村隆記事と「女子挺身隊」
1996年に吉田清治自身が証言における「時」と「場所」はフィクションであることを明らかにしたことで、慰安婦の強制連行の大きな根拠とされて来た「吉田証言」への信憑性が揺らぐこととなる。慰安婦の強制連行を認めない保守系の論客らは、吉田証言を大きく取り上げて来た朝日新聞に対して、それまでの慰安婦報道に事実の歪曲があったと批判し、記事を執筆した朝日新聞記者の植村隆は金学順の証言に含まれていた「キーセン」学校（妓生の養成所）の出身者であったということは書かずに、実際に発言していない「『女子挺身隊』の名で戦場に連行され」との記事を書いたことは意図的な情報操作と主張した。
これらの批判を受けてか、『朝日新聞』の縮刷版は同じ記事を12日付けにし、「『女子挺身隊』の名で戦場に連行された」という部分を削除した。2014年8月5日、朝日新聞は、「女子勤労挺身隊」は慰安婦とはまったく別であることを説明し、当時は慰安婦問題に関する研究が進んでおらず、記者が参考にした資料等に慰安婦と挺身隊の混同がみられたことから、記者（植村隆）が誤用して報道してしまったと説明、意図的な事実のねじ曲げはないとした。
その後、植村とその家族には脅迫や批判が殺到し、植村は文芸春秋1月号に「慰安婦問題捏造記者と呼ばれて」と題する手記を発表している。この手記の中では、金学順への取材の経緯や録音テープの内容などの詳細を書き、また、慰安婦問題を扱っていた挺対協に証言した元慰安婦が、賠償請求のためにまた別の太平洋戦争被害者らの団体のメンバーとなり、植村の妻の母がそちらの役員を務めていた為、そこから情報を得て団体に有利になるよう記事を書いたのではないかとする西岡力による「義母からの情報提供」説について否定し、さらに義母の詐欺容疑は無実であったこと、そして読売新聞、週刊新潮などのだまし討ち取材や盗撮などがあったと主張した。
現在、朝日新聞は、植村の記事には当時は研究が進んでいず慰安婦と挺身隊の混同があったことや植村の取材は当時のソウル支局からの情報によるものであるとの説明を入れている。

## 検証

### 第三者委員会による検証
朝日新聞が一連の自社報道の問題検証のため発足させ検証を行っていた「第三者委員会」でも「日本軍が集団的、暴力的に女性を拉致した」とのイメージを定着させた証拠は決定的ではないとしつつも、「韓国における慰安婦問題の過激な言説を、朝日新聞やその他の日本メディアがエンドース（裏書き）し、韓国での批判を過激化させた」と指摘した。「第三者委員会」の報告については自己弁護に過ぎるという指摘もみられる中で、内外のメディアはその報告を受けて次のような見出しで報じている。
| メディア               | 記事見出し                                                             |
| ---------------------- | ---------------------------------------------------------------------- |
| ガーディアン紙         | 性奴隷報道により日本のイメージが傷つけられたという証拠はない、と専門家 |
| 米ワシントン・ポスト紙 | 朝日に、日本非難の責任はない                                           |
| ロイター               | 日本の日刊紙は、従軍慰安婦報道への批判を受け、改革を約束               |
| 毎日新聞               | 朝日慰安婦検証:「自己弁護が目立つ」第三者委報告書                      |
| 産経新聞               | 第三者委が「国際的影響」認める報告書                                   |
| 読売新聞               | 朝日の慰安婦報道「読者の信頼裏切る」第三者委                           |

朝日新聞報道が国際社会に影響を与えた経緯について、読売新聞は次のように報道している。朝日新聞に掲載された吉田証言は、同じく朝日新聞の植村の慰安婦強制連行記事とともに韓国メディアに取り上げられ、1990年代後半には国際社会へと拡散されていった。吉田証言を採用した国際的な決議や報告には、1996年の国際連合人権委員会のクマラスワミ報告、1998年のマクドゥーガル報告書、2007年のアメリカ合衆国下院121号決議などがある。国際問題化する過程では、朝日報道を韓国メディアが引用して取り上げることで、韓国世論で日本への批判が高まり、今度は朝日がそれを再び報じるということが繰り返され、朝日と韓国のメディア、世論による一種の「共鳴」とも言える状況がみられた。

#### 独立検証委員会
また、2015年（平成27年）2月19日、朝日新聞の慰安婦報道の検証を行ってきたとして外部の有志による「朝日新聞『慰安婦報道』に対する独立検証委員会」が、報告書を発表。報告では、朝日新聞の慰安婦報道について「強制連行プロパガンダ（宣伝）」とし、このプロパガンダによって国際社会に誤った事実が拡散し、日本の名誉を傷つけているとした。

## 日本国外への発信
ジャパン・フォーカス誌のデイビッド・マクニールの取材に対して、朝日新聞の特派員ミズノ・タカキは「There were many soldiers' accounts predating Yoshida's memoir」と述べ、朝日新聞の慰安婦報道問題への批判を嘲笑(scoffs)し、慰安婦報道で朝日新聞に同調しなかった各種メディアを「Japanese journalists should be ashamed that we didn't report it until 1991」と論じている。
朝日新聞の英語版は2017年10月に配信した記事の中で、慰安婦について以下のように説明を行っている。
「Comfort women is a euphemism used to refer to those who were forced to provide sex to Japanese troops before and during World War II. Many of the victims were from the Korean Peninsula, which was under Japanese colonial rule from 1910 to 1945.」
また、AJCN（Australia-Japan Community Network）代表の山岡鉄秀とカリフォルニア州弁護士で元タレントのケント・ギルバートによって結成された「朝日新聞英語版の『慰安婦』印象操作中止を求める有志の会」は、朝日新聞英語版の記事における誤った記述により、在外邦人や日系人に対して嫌がらせやいじめなどの実害が発生しているとして、2018年7月朝日新聞社に対して、英語版記事における誤解を招く恐れのある表現を改める等の対応を求めた1万人以上の署名と公開質問状が提出し、後日朝日新聞社より公式な回答を得たとしている。
2018年8月、朝日新聞平成26年8月5日付朝刊に特集「慰安婦問題を考える　上」に掲載された記事の英訳版のソースに、検索エンジンによってサイトが表示されるのを抑制する「noindex」「nofollow」「noarchive」の3つのメタタグが埋め込まれていることが発覚した。発覚のきっかけとなったのは、ケント・ギルバートが上記の訂正要求を行った際に英文による告知について「2014年8月5日付記事の英訳版は『朝日新聞デジタル』で2014年8月22日に掲載し、現在も下記のURLで全文閲覧できます」との反論されたが、URLを確認し検索エンジンで問題の記事を検索しても見つけることができなかった事で、この経緯を動画などで明かしたところ、視聴者からメタタグの存在が指摘された。朝日新聞広報部はこのような設定がなされていたことについて、「2014年8月22日に慰安婦関連の英語記事を複数本、デジタル編集部が配信しました。公開前に記事を最終確認するため、いったん社内のみで閲覧できる状態で配信し、確認を終えてから検索可能な状態にしました。その際、2本のタグ設定解除の作業が漏れてしまいました。現在は修正してあります」と回答している。同問題は8月28日、菅義偉官房長官（当時）の定例記者会見で質疑応答がなされる事態まで発展した。